# Future Nostalgia (album de Dua Lipa)
Pour les articles homonymes, voir Future Nostalgia.
Albums de Dua Lipa
Deezer Sessions
(2019) Club Future Nostagia
(2020)
Albums studio de Dua Lipa
Dua Lipa
(2017) Radical Optimism
(2024)
Singles
1. Don't Start Now
Sortie : 1er novembre 2019
2. Physical
Sortie : 31 janvier 2020
3. Break My Heart
Sortie : 25 mars 2020
4. Hallucinate
Sortie : 10 juillet 2020
5. Levitating
Sortie : 13 août 2020
6. Fever
Sortie : 29 octobre 2020
7. We're Good
Sortie : 11 février 2021
8. Love Again
Sortie : 4 juin 2021

Future Nostalgia est le deuxième album studio de la chanteuse britannico-albanaise Dua Lipa. Il est sorti le 27 mars 2020 sous le label Warner Records.
L'album a débuté à la quatrième place du classement américain Billboard 200 et est resté 4 semaines à la tête des charts britanniques. Le style de Future Nostalgia est clairement nostalgique des années 1980, abordant des sonorités disco tout en restant pop. De plus, il permet à Dua Lipa de confirmer son statut de pop-star internationale.
Le premier single, Don't Start Now, sorti le 1er novembre 2019, a atteint la deuxième place du Billboard Hot 100 aux États-Unis ainsi que le milliard de streams sur Spotify, devenant un énorme tube durant l'année 2020. Physical et Break My Heart sont sortis respectivement comme deuxième et troisième singles, et tous deux ont atteint le top 10 du Singles Chart britannique. Hallucinate et Levitating sont sortis en tant que quatrième et cinquième singles le 10 juillet et le 13 août 2020, respectivement. L'album devait initialement sortir le 3 avril 2020, mais a été reporté après avoir été fuité dans son intégralité deux semaines plus tôt. Un single inédit (sixième single en France) Fever en duo avec la chanteuse belge Angèle sort le 29 octobre 2020 pour le marché français et figure sur la réédition française sorti en novembre 2020. Une version rééditée de Future Nostalgia sous-titrée The Moonlight Edition sort le 12 février 2021 comprenant 4 chansons inédites ainsi que Fever, le remix de Levitating avec DaBaby, Prisoner avec Miley Cyrus et Un día (One Day) avec J Balvin, Bad Bunny et Tainy. Pour promouvoir cette réédition, We're Good sort en tant que septième single en France et sixième single dans le reste du monde. Le 11 mars 2021, Love Again est envoyée aux radios françaises en tant que huitième single.

## Historique

### Écriture et enregistrement
Après le succès de sa chanson New Rules, Dua Lipa décide de commencer à travailler sur un deuxième album. Elle s'associe à plusieurs musiciens et producteurs, dont Mark Ronson et Diplo avec qui elle enregistre la chanson Electricity, et Max Martin. Mais la chanteuse, qui est toujours en tournée pour promouvoir son premier album Dua Lipa, n'a pas encore défini de concept précis pour son deuxième album et aucune de ces collaborations n'aboutit. C'est lorsqu'elle donne à ce projet le titre Future Nostalgia qu'elle commence à avancer. Elle décide alors de s'associer à d'anciens collaborateurs, comme Ian Kirkpatrick et le collectif The Monsters and the Strangerz (en), mais elle travaille aussi pour la première fois avec les chanteuses Tove Lo et Julia Michaels qui ont participé à l'écriture d'une chanson chacune. Tove Lo a co-écrit Cool avec le trio TMS (en) et Julia Michaels a co-écrit Pretty Please avec Ian Kirkpatrick.
En avril 2019, Dua Lipa poste sur Instagram des photographies d'elle et Nile Rodgers dans un studio d'enregistrement et révèle avoir collaboré avec le musicien pour la composition de mélodies. La chanteuse explique qu'après s'être produite sur scène de nombreuses fois, elle a réalisé qu'elle préférait que les mélodies de son deuxième album studio soient composées avec des instruments joués en direct dans le studio contrairement à son premier album dont la musique était principalement électronique. Invitée dans l'émission de Dermot O'Leary sur BBC Radio 2, Dua Lipa explique qu'elle a enregistré plus de soixante chansons pour Future Nostalgia. Onze ont été retenues pour figurer sur cet album dans lequel il n'y a aucun featuring.

### Sortie
En juillet 2019, Dua Lipa annonce à la BBC que son prochain album sortira « très bientôt » sans donner de date précise. Trois mois plus tard, la chanteuse supprime les publications qui étaient postées sur ses réseaux sociaux puis elle publie deux teasers dévoilant un extrait de la chanson Don't Start Now. Lorsque le single sort le 1er novembre 2019, elle confirme que son deuxième album est terminé et qu'il sortira en 2020. Dua Lipa annonce le titre de Future Nostalgia en postant sur son compte Instagram une photographie de son bras sur lequel ce titre est tatoué.
La sortie de l'album est d'abord prévue pour le 3 avril 2020. Mais le 23 mars, Dua Lipa diffuse une vidéo en direct sur son compte Instagram dans laquelle elle annonce que la sortie de Future Nostalgia est avancée d'une semaine,.
L'album est publié dans différents formats. Il est disponible en streaming et au téléchargement sur les plateformes numériques. Plusieurs formats physiques sont également mis en vente : un CD, des cassettes de différentes couleurs ainsi que des vinyles, dont plusieurs variantes colorées et un picture-disc.

## Composition

### Style musical
En septembre 2019, Dua Lipa accorde une interview au magazine Vogue dans laquelle elle parle de son deuxième album studio : « Mon nouvel album reste pop et amusant, mais il est plus conceptuel. J’avais déjà le titre de l’album et je suis partie de là. Après écoute, on dirait un peu de la musique d’un entraînement sportif pour une session de danse ». La chanteuse explique début 2020 la direction artistique qu'elle a voulu suivre pour cet album : « Je voulais que Future Nostalgia résonne live pour pouvoir être joué tous les soirs par mon groupe sur la tournée, mais mélangé à une production électronique moderne. Mon son a naturellement mûri mais je voulais garder la même sensibilité pop que celle du premier disque ». Elle indique aussi au magazine Rolling Stone qu'elle s'est inspirée des artistes Gwen Stefani, Moloko, Blondie et OutKast.

### Thèmes abordés
Dua Lipa explique au magazine GQ que bien que Future Nostalgia soit un album pop aux sonorités dansantes, les paroles de plusieurs chansons sont tristes et évoquent la rupture et la manipulation.

### Pochette
La pochette de Future Nostalgia est photographiée par Hugo Comte. Elle représente Dua Lipa devant un ciel noir et une lune bleue. Elle est en train de conduire une voiture que le magazine Vogue compare au style Googie. La chanteuse porte une chemise boutonnée rose nouée inspirée de la mode des années 1950. Rachel Hahn écrit dans Vogue qu'elle trouve le reste de sa tenue futuriste : elle porte des longs gants blanc qui ont des découpes asymétriques, ainsi que deux boucles d'oreilles dorées différentes.

## Réception

### Réception critique

#### Classements des critiques
| Publication           | Classement                                       | Position | Réf.   |
| --------------------- | ------------------------------------------------ | -------- | ------ |
| BBC Culture           | Les meilleurs albums et chansons de l'année 2020 | NC       | [ 18 ] |
| Billboard             | Les 50 meilleurs albums de 2020                  | 2        | [ 19 ] |
| Complex               | Les meilleurs albums de 2020                     | 34       | [ 20 ] |
| Consequence of Sound  | Top 50 des albums de 2020                        | 5        | [ 21 ] |
| Crack                 | Les meilleurs albums de 2020                     | 5        | [ 22 ] |
| Entertainment Weekly  | Les 15 meilleurs albums de 2020                  | 11       | [ 23 ] |
| Exclaim!              | Les 50 meilleurs albums de 2020                  | 46       | [ 24 ] |
| Gaffa                 | Les 20 meilleurs albums étrangers                | 1        | [ 25 ] |
| Gigwise (en)          | Les 51 meilleurs albums de 2020                  | 14       | [ 26 ] |
| Gorilla vs. Bear (en) | Les albums de 2020                               | 21       | [ 27 ] |
| The Line of Best Fit  | Les meilleurs albums de 2020                     | 40       | [ 28 ] |
| Mojo                  | Les 75 meilleurs albums de 2020                  | 37       | [ 29 ] |
| The New Yorker        | La meilleure musique de 2020                     | 4        | [ 30 ] |
| NPR                   | Les meilleurs albums de 2020                     | 14       | [ 31 ] |
| The Plain Dealer      | Les meilleurs albums de 2020                     | 3        | [ 32 ] |
| PopMatters            | Les 60 meilleurs albums de 2020                  | 11       | [ 33 ] |
| The Quietus           | Les albums de l'année 2020                       | 40       | [ 34 ] |
| Rolling Stone         | Les 50 meilleurs albums de 2020                  | 5        | [ 35 ] |
| The Skinny (en)       | Le top 10 des albums de 2020                     | 8        | [ 36 ] |
| Stereogum             | Les 50 meilleurs albums de 2020                  | 50       | [ 37 ] |
| Uproxx                | Les meilleurs albums de 2020                     | 5        | [ 38 ] |

#### Distinctions
| Année | Cérémonie                      | Catégorie                                         | Résultat   | Réf.   |
| ----- | ------------------------------ | ------------------------------------------------- | ---------- | ------ |
| 2020  | ARIA Music Awards              | Meilleur artiste international (Future Nostalgia) | Nomination | [ 39 ] |
| 2020  | Mercury Prize                  | Albums de l'année                                 | Nomination | [ 40 ] |
| 2020  | BreakTudo Awards               | Album de l'année                                  | Nomination | [ 41 ] |
| 2020  | LOS40 Music Awards             | Meilleur album international                      | Lauréat    | [ 42 ] |
| 2020  | People's Choice Awards         | L'Album de 2020                                   | Nomination | [ 43 ] |
| 2020  | World of Wonder's WOWIE Awards | Album ou EP exceptionnel                          | En attente | [ 44 ] |
| 2021  | TEC Awards                     | Meilleure production                              | Nomination | [ 45 ] |

## Liste des pistes
| Liste des pistes de Future Nostalgia | Liste des pistes de Future Nostalgia | Liste des pistes de Future Nostalgia                                                                                 | Liste des pistes de Future Nostalgia                     | Liste des pistes de Future Nostalgia | Liste des pistes de Future Nostalgia | Liste des pistes de Future Nostalgia | Liste des pistes de Future Nostalgia | Liste des pistes de Future Nostalgia | Liste des pistes de Future Nostalgia |
| No                                   | Titre                                | Auteur | Producteur                                               | Durée                                |                                      |                                      |                                      |                                      |                                      |
| ------------------------------------ | ------------------------------------ | --- | -------------------------------------------------------- | ------------------------------------ | ------------------------------------ | ------------------------------------ | ------------------------------------ | ------------------------------------ | ------------------------------------ |
| 1.                                   | Future Nostalgia                     | - Dua Lipa - Jeff Bhasker - Clarence Coffee Jr                                                                       | - Jeff Bhasker - Skylar Mones (en)                       | 3:04                                 |                                      |                                      |                                      |                                      |                                      |
| 2.                                   | Don't Start Now                      | - Dua Lipa - Caroline Ailin - Emily Warren (en) - Ian Kirkpatrick                                                    | - Ian Kirkpatrick - Caroline Ailin                       | 3:03                                 |                                      |                                      |                                      |                                      |                                      |
| 3.                                   | Cool                                 | - Dua Lipa - Camille Purcell (en) - Tove Lo - Shakka Philip (en) - Benjamin Kohn - Thomas Barnes - Peter Kelleher    | - TMS (en) - Stuart Price - Lorna Blackwood              | 3:29                                 |                                      |                                      |                                      |                                      |                                      |
| 4.                                   | Physical                             | - Dua Lipa - Jason Evigan (en) - Clarence Coffee Jr - Sarah Hudson (en)                                              | - Jason Evigan - Koz (en) - Lorna Blackwood - Gian Stone | 3:13                                 |                                      |                                      |                                      |                                      |                                      |
| 5.                                   | Levitating                           | - Dua Lipa - Clarence Coffee Jr - Sarah Hudson - Stephen Kozmeniuk (en)                                              | - Koz - Stuart Price                                     | 3:23                                 |                                      |                                      |                                      |                                      |                                      |
| 6.                                   | Pretty Please                        | - Dua Lipa - Julia Michaels - Caroline Ailin - Ian Kirkpatrick                                                       | - Ian Kirkpatrick - Juan Ariza                           | 3:14                                 |                                      |                                      |                                      |                                      |                                      |
| 7.                                   | Hallucinate                          | - Dua Lipa - Samuel Lewis (en) - Sophie Cooke (en)                                                                   | - SG Lewis (en) - Stuart Price - Lauren D'Elia           | 3:28                                 |                                      |                                      |                                      |                                      |                                      |
| 8.                                   | Love Again                           | - Dua Lipa - Clarence Coffee Jr - Stephen Kozmeniuk - Chelcee Grimes - Bing Crosby - Max Wartell - Irving Wallman    | - Koz - Stuart Price - Lorna Blackwood                   | 4:18                                 |                                      |                                      |                                      |                                      |                                      |
| 9.                                   | Break My Heart                       | - Dua Lipa - Andrew Wotman - Ali Tamposi (en) - Stefan Johnson - Jordan Johnson - Andrew Farriss - Michael Hutchence | - Andrew Watt - The Monsters and the Strangerz (en)      | 3:41                                 |                                      |                                      |                                      |                                      |                                      |
| 10.                                  | Good in Bed                          | - Dua Lipa - Michael Schulz - Melanie Fontana (en) - Taylor Upsahl - David Biral - Denzel Baptiste                   | - Lindgren - Take a Daytrip                              | 3:38                                 |                                      |                                      |                                      |                                      |                                      |
| 11.                                  | Boys Will Be Boys                    | - Dua Lipa - Kennedi - Justin Tranter - Jason Evigan                                                                 | - Koz - Rupert Christie - Lorna Blackwood                | 2:46                                 |                                      |                                      |                                      |                                      |                                      |
| 37:17                                |                                      | |                                                          |                                      |                                      |                                      |                                      |                                      |                                      |

| Éditions numérique et CD français | Éditions numérique et CD français | Éditions numérique et CD français | Éditions numérique et CD français | Éditions numérique et CD français | Éditions numérique et CD français | Éditions numérique et CD français | Éditions numérique et CD français | Éditions numérique et CD français | Éditions numérique et CD français |
| No                                | Titre                             | Durée                             |                                   |                                   |                                   |                                   |                                   |                                   |                                   |
| --------------------------------- | --------------------------------- | --------------------------------- | --------------------------------- | --------------------------------- | --------------------------------- | --------------------------------- | --------------------------------- | --------------------------------- | --------------------------------- |
| 12.                               | Levitating (featuring DaBaby)     | 3:23                              |                                   |                                   |                                   |                                   |                                   |                                   |                                   |
| 13.                               | Fever (avec Angèle)               | 2:37                              |                                   |                                   |                                   |                                   |                                   |                                   |                                   |
| 43:17                             |                                   |                                   |                                   |                                   |                                   |                                   |                                   |                                   |                                   |

| Édition vinyle française | Édition vinyle française | Édition vinyle française | Édition vinyle française | Édition vinyle française | Édition vinyle française | Édition vinyle française | Édition vinyle française | Édition vinyle française | Édition vinyle française |
| No                       | Titre                    | Durée                    |                          |                          |                          |                          |                          |                          |                          |
| ------------------------ | ------------------------ | ------------------------ | ------------------------ | ------------------------ | ------------------------ | ------------------------ | ------------------------ | ------------------------ | ------------------------ |
| 12.                      | Fever (avec Angèle)      | 2:37                     |                          |                          |                          |                          |                          |                          |                          |
| 39:54                    |                          |                          |                          |                          |                          |                          |                          |                          |                          |

### Future Nostalgia: The Moonlight Edition
| No  | Titre                                                         | Auteur | Producteur                        | Durée |
| --- | ------------------------------------------------------------- | --- | --------------------------------- | ----- |
| 12. | Fever (avec Angèle)                                           | - Lipa - Angèle - Ailin - Kirkpatrick - Jacob Kasher Hindlin - Michaels                                                                              | Kirkpatrick                       | 2:36  |
| 13. | We're Good (en)                                               | |                                   |       |
| 14. | Prisoner (Miley Cyrus featuring Dua Lipa)                     | - Lipa - Cyrus - Wotman - J. Johnson - Marcus Lomax - Michael Pollack - S. Johnson - Tamposi - Jonathan Bellion                                      | - Watt - The Monsters & Strangerz | 2:49  |
| 15. | If It Ain't Me                                                | |                                   |       |
| 16. | That Kind of Woman                                            | - Lipa - Coffee - Justin Parker - Sam Dew | Parker                            |       |
| 17. | Not My Problem (featuring J.I.D)                              | |                                   |       |
| 18. | Levitating (featuring DaBaby)                                 | - Lipa - Coffee - Hudson - Kozmeniuk - DaBaby | - Koz - Price                     | 3:23  |
| 19. | Un día (One Day) (avec J Balvin et Bad Bunny featuring Tainy) | - Lipa - Alejandro Borrero - Benito Antonio Martínez Ocasio - Coffee - Daystar Peterson - Ivanni Rodriguez - José Álvaro Osorio Balvín - Marco Masís | - Balvin - Tainy                  | 3:51  |

## Classements et certifications

### Classements hebdomadaires
| Classement (2020)                  | Meilleure position |
| ---------------------------------- | ------------------ |
| Allemagne (Media Control AG)       | 4                  |
| Australie (ARIA)                   | 1                  |
| Autriche (Ö3 Austria Top 40)       | 2                  |
| Belgique (Flandre Ultratop)        | 2                  |
| Belgique (Wallonie Ultratop)       | 5                  |
| Canada (Canadian Albums)           | 2                  |
| Corée du Sud (Gaon)                | 29                 |
| Croatie (HDU)                      | 1                  |
| Danemark (Tracklisten)             | 4                  |
| Écosse (OCC)                       | 1                  |
| Espagne (Promusicae)               | 1                  |
| Estonie (Eesti Tipp-40 (en))       | 1                  |
| États-Unis (Billboard 200)         | 3                  |
| États-Unis (Tastemakers)           | 9                  |
| États-Unis (Vinyl Albums)          | 8                  |
| États-Unis (Rolling Stone Top 200) | 4                  |
| Finlande (Suomen virallinen lista) | 1                  |
| France (SNEP)                      | 5                  |
| Grèce (IFPI)                       | 6                  |
| Hongrie (Mahasz)                   | 1                  |
| Irlande (IRMA)                     | 1                  |
| Islande (Plötutíðindi)             | 5                  |
| Italie (FIMI)                      | 3                  |
| Japon (Oricon)                     | 24                 |
| Japon (Billboard Japan Hot Albums) | 26                 |
| Lettonie (LAIPA)                   | 1                  |
| Lituanie (AGATA)                   | 1                  |
| Norvège (VG-lista)                 | 2                  |
| Nouvelle-Zélande (RIANZ)           | 1                  |
| Pays-Bas (Mega Album Top 100)      | 2                  |
| Pologne (ZPAV)                     | 4                  |
| Portugal (AFP)                     | 2                  |
| Royaume-Uni (UK Albums Chart)      | 1                  |
| Slovaquie (ČNS IFPI)               | 1                  |
| Suède (Sverigetopplistan)          | 4                  |
| Suisse (Schweizer Hitparade)       | 4                  |
| Tchéquie (IFPI)                    | 1                  |

### Certifications
| Pays                                                                       | Certification | Ventes certifiées |
| -------------------------------------------------------------------------- | ------------- | ----------------- |
| Brésil (PMB)                                                               | 3 × Platine   | 120 000‡          |
| Canada (Music Canada)                                                      | Or            | 40 000‡           |
| Danemark (IFPI)                                                            | Or            | 10 000‡           |
| États-Unis (RIAA)                                                          | Platine       | 1 000 000‡        |
| Finlande (IFPI)                                                            | Platine       | 20 000‡           |
| France (SNEP)                                                              | Diamant       | 500 000‡          |
| Italie (FIMI)                                                              | Or            | 25 000*           |
| Nouvelle-Zélande (RMNZ)                                                    | Platine       | 15 000^           |
| Norvège (IFPI)                                                             | Platine       | 20 000*           |
| Pologne (ZPAV)                                                             | Platine       | 20 000*           |
| Royaume-Uni (BPI)                                                          | Or            | 104 723^          |
| xNon précisé par la certification ‡ventes/streaming selon la certification |               |                   |

## Historique de sortie
| Région  | Date             | Format(s)                                             | Édition   | Label  | Réf.   |
| ------- | ---------------- | ----------------------------------------------------- | --------- | ------ | ------ |
| Divers  | 27 mars 2020     | - CD - cassette - téléchargement - streaming - vinyle | Standard  | Warner | [ 95 ] |
| Japon   | 3 avril 2020     | CD                                                    | Japonaise | Warner | [ 96 ] |
| Mexique | 10 juillet 2020  | - CD - vinyle                                         | Standard  | Warner | [ 97 ] |
| France  | 20 novembre 2020 | CD                                                    | Française | Warner | [ 98 ] |
| France  | 4 décembre 2020  | Vinyle                                                | Française | Warner | [ 46 ] |